# José Quintino Dias
José Quintino Dias, Baró de Monte Brasil (26 d'agost de 1792 - 13 de novembre de 1881) fou un militar i noble portuguès.
Fou Governador de la Fortaleza de Sao Joao Baptista da Ilha Terceira (o fortalesa de Monte Brasil, que es localitza al municipi de Angra do Heroísmo, a l'Illa Tercera de les Açores.
Va rebre el títol de baró del rei Lluís I de Portugal per decret el 4 d'agost de 1862.